# Lamastre
Lamastre – miejscowość i gmina we Francji, w regionie Owernia-Rodan-Alpy, w departamencie Ardèche.
Według danych na rok 1990 gminę zamieszkiwało 2717 osób, a gęstość zaludnienia wynosiła 107 osób/km² (wśród 2880 gmin regionu Rodan-Alpy Lamastre plasuje się na 328. miejscu pod względem liczby ludności, natomiast pod względem powierzchni na miejscu 321.).

## Galeria

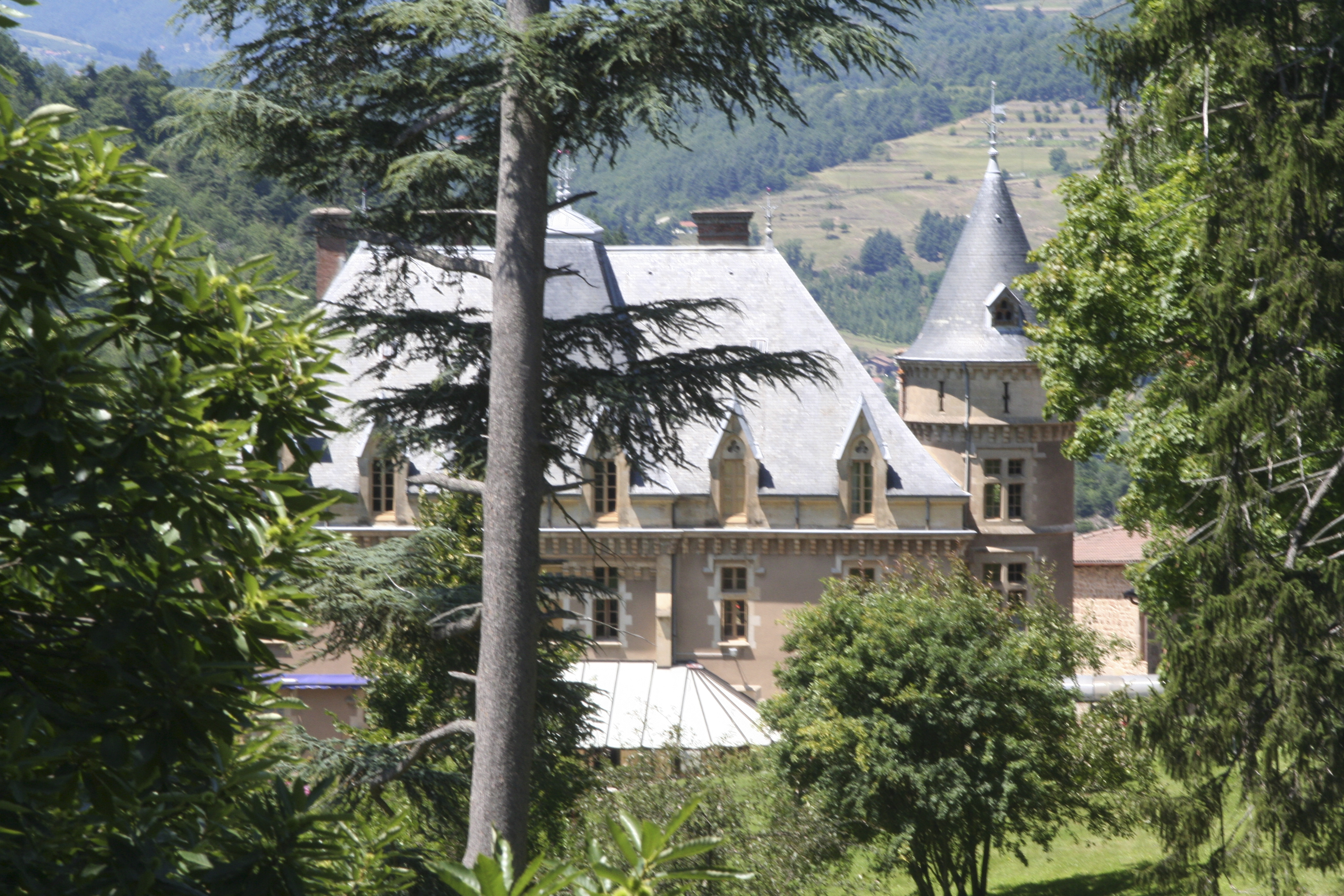
Zamek Urbilhac (2007)
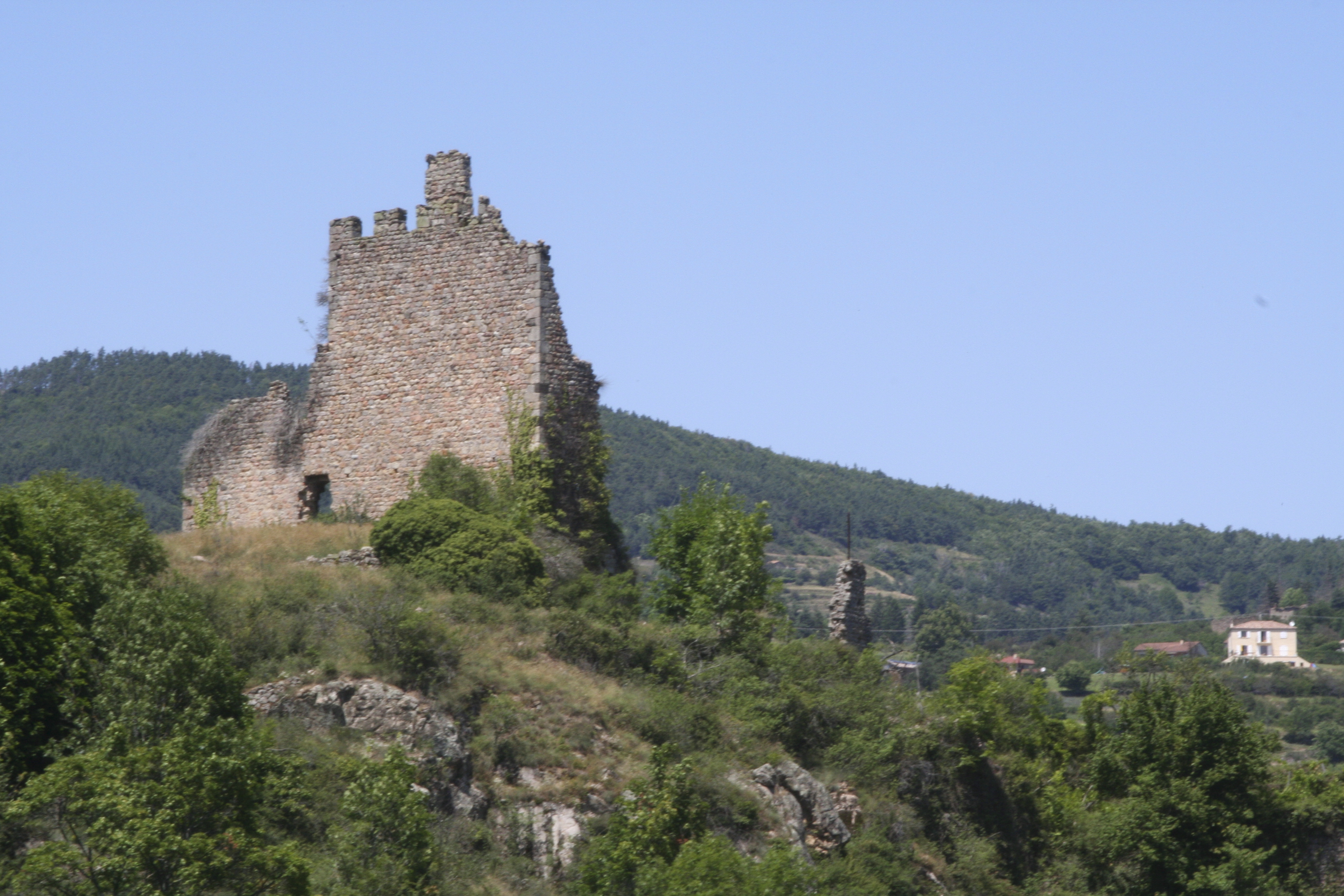
Ruiny Zamku Pecheylard (2007)
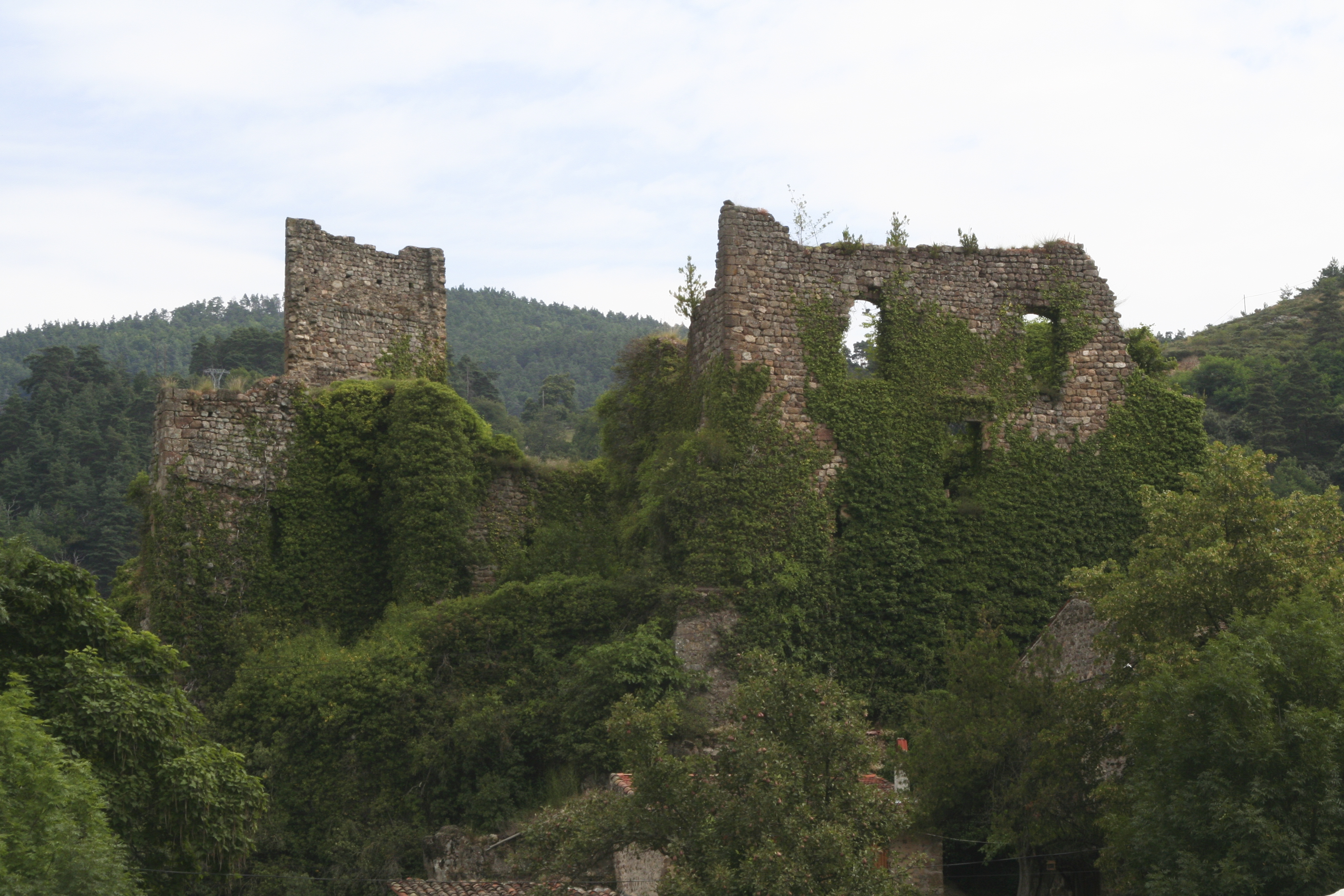
Ruiny Zamku Retourtour (2008)